# Christian Kracht
Christian Kracht (Saanen, 29 dicembre 1966) è uno scrittore e giornalista svizzero.

## Biografia
Christian Kracht è nato in Svizzera, nell'Oberland bernese. Cresciuto tra Svizzera, Stati Uniti, Canada e Francia del Sud, ha frequentato college internazionali, tra i quali la John F. Kennedy International School di Saanen, la Lakefield College School di Lakefield, Ontario in Canada e il Sarah Lawrence College di Bronxville, New York. Dopo gli studi ha collaborato, dapprima come tirocinante e quindi come redattore, con la rivista Tempo. Alla metà degli anni Novanta si è trasferito a Nuova Delhi, succedendo a Tiziano Terzani come corrispondente dall'India per lo Spiegel. In seguito ha vissuto diversi anni presso la ex ambasciata jugoslava a Bangkok, compiendo numerosi viaggi nei paesi asiatici. I suoi reportage sono stati pubblicati dapprima sulla Welt am Sonntag e poi riuniti in un volume del titolo Der gelbe Bleistift (La matita gialla), pubblicato nel 2000 da Kiepenheuer & Witsch.
Dall'autunno 2004 all'ottobre 2007 Kracht ha pubblicato, prima da Katmandu e poi, in seguito ai disordini politici in Nepal, da San Francisco, otto numeri della rivista Der Freund (L'amico) insieme allo scrittore Eckhart Nickel. Per la sua veste tipografica e i suoi contenuti, la pubblicazione ha ottenuto numerosi riconoscimenti, tra i quali, nel marzo 2006, il «Chiodo di bronzo» dell'Art Directors Club tedesco (ADC) nella categoria «progettazione editoriale» e il LeadAward d'oro nella categoria «Copertina dell'anno».
Da metà novembre 2006 a fine ottobre 2007 Kracht è stato commentatore stabile della Frankfurter Allgemeine Zeitung con una rubrica quindicinale intitolata «Lettera da…» oppure «Dialogo con… ». Nello stesso periodo Kracht e il compositore e scrittore americano David Woodard hanno pubblicato sulla FAZ un reportage sulla residenza di Aleister Crowley a Cefalù. Alla fine di febbraio 2007 ha pubblicato, in collaborazione con Ingo Niermann e a seguito della scalata del Kilimangiaro, l'opera Metan (Metano), nella quale si immagina il nostro pianeta abitato e governato da una forma di civiltà invisibile. Christian Kracht vive tra Los Angeles e l'Africa con la moglie, la regista Frauke Finsterwalder. I suoi libri sono stati tradotti in più di 30 lingue.

## Romanzi
Nel 1995 Kracht ha pubblicato il suo primo romanzo, Faserland, in cui affronta i temi del consumismo contemporaneo, il declino della società del benessere sorta nel dopoguerra e la crisi delle identità individuali e nazionali.
Il suo secondo romanzo, 1979, pubblicato nel settembre 2001, ha ottenuto ampi riconoscimenti internazionali. L'opera descrive la fragilità del sistema dei valori dell'alta borghesia occidentale, la sua decadenza e la sua impotenza nei confronti dei modelli totalitari orientali. La sua pubblicazione immediatamente a ridosso agli attentati dell'11 settembre ne ha aumentato la risonanza globale.
Ich werde hier sein im Sonnenschein und im Schatten (Io sarò qui nel sole e nell'ombra) è il titolo del romanzo successivo, pubblicato nel settembre 2008. L'opera racconta di una «Repubblica sovietica svizzera» (RSS) in costante stato di guerra con gran parte del resto d'Europa. Si presenta come una distopia, ovvero una storia della fine della civiltà.
Il più recente romanzo di Christian Kracht è Imperium (febbraio 2012), un'opera che racconta la storia di August Engelhardt. Agli inizi del XX secolo, Engelhardt raggiunse l'allora colonia tedesca della Nuova Guinea per acquistare e coltivare una piantagione. Convinto vegetariano, voleva fondare una comunità di coccovori, di mangiatori di cocco. Basandosi su questa figura storica, Kracht crea una ballata dei Mari del sud, una fantasia nostalgica e, insieme, la biografia di un personaggio eccentrico che riassume esemplarmente il naufragio del romanticismo tedesco.
Il lettore è condotto in una spirale di follia che anticipa le tragedie del secolo scorso. Alla fine infatti l'eroe, che voleva fondare una nuova religione e creare un proprio impero, soccomberà: da salvatore del mondo si trasformerà in antisemita, da vegetariano diventerà cannibale, da asceta un relitto umano. Un ulteriore parallelismo è presentato nel titolo del romanzo, il quale è direttamente ispirato a quello del libro omonimo del filosofo e attivista Francis Parker Yockey, convinto antisemita e neonazista che voleva creare un Impero europeo basato sugli ideali del nazionalsocialismo uniti a quelli del comunismo. Kracht si è definito appassionato dell'opera di Yockey e l'ha consigliata caldamente anche nella corrispondenza intrattenuta con Woodard.

## Pubblicazioni

### Romanzi
- Faserland, 1995
- 1979, 2001 Rizzoli, 2003
- Ich werde hier sein im Sonnenschein und im Schatten, 2008
- Imperium Kiepenheuer & Witsch, Colonia 2012, ISBN 978-3-462-04131-6. Neri Pozza, febbraio 2013.
- Die Toten Kiepenheuer & Witsch, Colonia 2016

### Altre opere
- Ferien für immer (Taccuini di viaggio – insieme a Eckhart Nickel), 1998
- Mesopotamia. Ein Avant-Pop-Reader (come curatore, antologia), 1999
- Tristesse Royale (insieme a Joachim Bessing, Eckhart Nickel, Alexander von Schönburg e Benjamin von Stuckrad-Barre), 1999
- Der gelbe Bleistift (Taccuini di viaggio), 2000
- Die totale Erinnerung. Kim Jong Ils Nordkorea (volume illustrato – insieme a Eva Munz und Lukas Nikol), 2006
- New Wave. Ein Kompendium 1999-2006, 2006
- Metan (insieme a Ingo Niermann), 2007
- Gebrauchsanweisung für Kathmandu und Nepal (Taccuini di viaggio - insieme a Eckhart Nickel), 2009, Piper-Verlag, ISBN 3-492-27564-8
- Five Years: Briefwechsel 2004-2009. Band 1: 2004-2007 - insieme a David Woodard, 2011, Wehrhahn-Verlag, ISBN 978-3-86525-235-7

Le opere di Kracht sono state tradotte in danese, inglese, francese, russo, italiano, polacco, coreano, olandese, estone, lituano, lettone, spagnolo, giapponese, arabo, ebraico, croato, svedese, ceco, norvegese, ucraina, turco, ungherese e bulgaro.

## Riconoscimenti
- 1993: Axel-Springer-Preis für junge Journalisten – Premio Axel-Springer per giovani giornalisti
- 2009: Phantastik-Preis der Stadt Wetzlar – Premio Phantastik della città di Wetzlar
- 2012: Literaturpreis des Kantons Bern – premio letterario del cantone di Berna
- 2012: Wilhelm-Raabe-Literaturpreis per il suo romanzo Imperium
- 2016: Premio Hermann Hesse per il suo romanzo Die Toten (I Morti)
- 2016: Premio della letteratura svizzera per il suo romanzo Die Toten (I Morti)